# إيناس بربوش
إيناس بربوش سباحة تونسية من مواليد 2001. تحصلت على ميدالية برونزية في سباق 4*100 متر سباحة حرة في بطولة أفريقيا للسباحة 2022.

## مواضيع ذات صلة
- بطولة أفريقيا للسباحة 2022